# Cabo Zhelániya

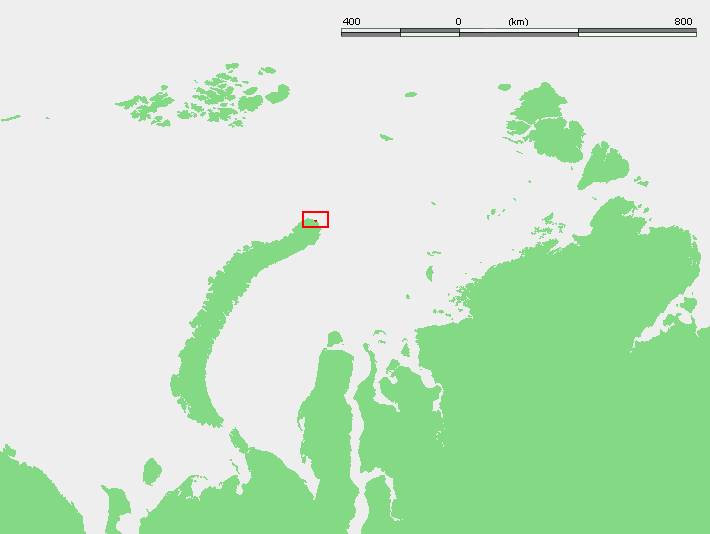
Mapa que muestra la ubicación del cabo Zhelániya.

El cabo Zhelániya (en ruso: Мыс Желания, o Mys Zhelaniya; zhelaniye es una palabra rusa que quiere decir "deseo"), cerca del punto más oriental de Europa, el cabo Flissingskiy (69°02′E). Queda en el extremo norte de la isla Séverny, en Nueva Zembla, Rusia. Toda la superficie es un lugar desolado, expuesto a los amargos vientos árticos.
El cabo Zhelániya es un importante hito geográfico. Hubo allí una estación ártica soviética en la Segunda Guerra Mundial que fue bombardeada por la Kriegsmarine durante la Operación Wunderland. Se convirtió en una estación experimental secreta durante la Guerra Fría mientras se llevaba a cabo en Nueva Zembla toda una serie de pruebas nucleares, incluyendo 88 en atmósfera. Funcionó como estación meteorológica hasta 1994.
Este cabo también se usa como punto geográfico de referencia para marcar la separación entre los extremos meridionales del mar de Barents y el mar de Kara.

## Literatura
- F. Romanenko, O. Shilovtseva, Russian-Soviet polar stations and their role in the Arctic Seas exploration.
- History of the Northern Sea Route:  (enlace roto disponible en Internet Archive; véase el historial, la primera versión y la última).
- Geology:

- Datos: Q2464613
- Multimedia: Cape Zhelaniya / Q2464613